# Henrique da Silveira
Henrique de Sampaio e Castro Pereira da Cunha da Silveira (Angra do Heroísmo, 1901. január 26. – Lisszabon, 1973. április 9.) olimpiai bronzérmes portugál párbajtőrvívó.